# Balian Buschbaum
Balian Buschbaum (Alemania, 14 de julio de 1980) es un atleta alemán retirado especializado en la prueba de salto con pértiga, en la que ha logrado ser medallista de bronce europeo en 2002.

## Carrera deportiva
En el Campeonato Europeo de Atletismo de 2002 ganó la medalla de bronce en el salto con pértiga, con un salto de 4.50 metros, siendo superado por las atletas rusas Svetlana Feofanova (oro con 4.60 metros) y Yelena Isinbayeva (plata con 4.55 metros).